# Clavichorema capillatum
Clavichorema capillatum là một loài Trichoptera trong họ Hydrobiosidae. Chúng phân bố ở vùng Tân nhiệt đới.
- Tư liệu liên quan tới Clavichorema capillatum tại Wikimedia Commons